# Schmitzenhof

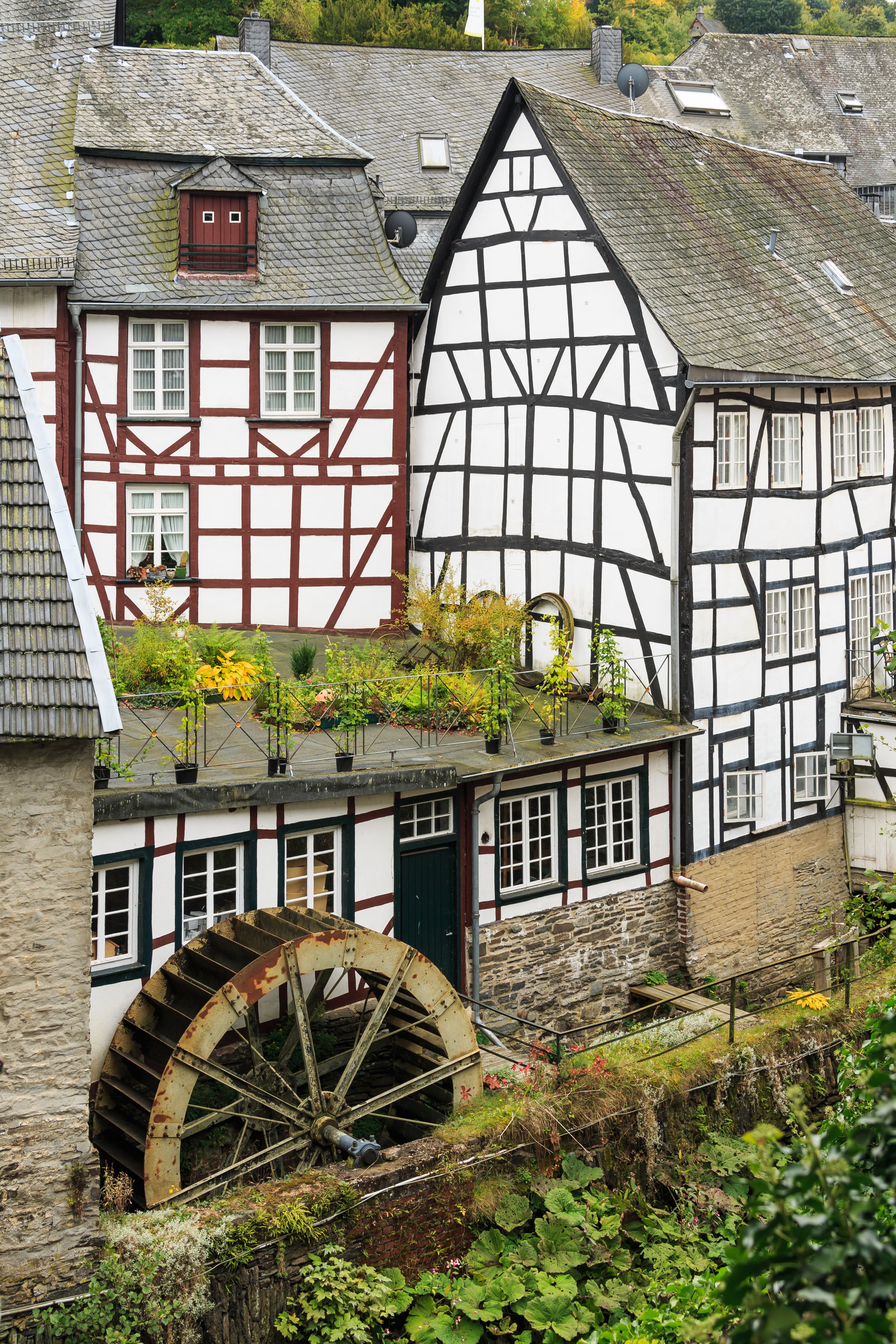
Rückwärtige Ansicht Schmitzenhof mit „Radhaus“ und Mühlenkanal neben dem Rurbett

Der Schmitzenhof (später: Nickelhof) ist ein denkmalgeschütztes Gebäudeensemble in Monschau in der Städteregion Aachen in Nordrhein-Westfalen mit der Adresse Rurstraße 2–10. Es gehört zu einem Komplex aus Fachwerkbauten des 17. und 18. Jahrhunderts sowie einem Massivhaus aus dem 19. Jahrhundert direkt am Ostufer der Rur gegenüber dem Roten Haus und war die Keimzelle der gewerblichen Tuchherstellung im Ort. Diese Gebäude wurden von den Angehörigen der Tuchmacherfamilie Schmitz und Scheibler in mehreren Phasen um einen Innenhof herum erbaut, weswegen der Gebäudekomplex den Namen „Schmitzenhof“ erhielt, der später aber auch als „Nickelhof“ bezeichnet wurde.

## Geschichte
Mitglieder der Monschauer Familie Schmitz sind bereits seit Anfang des 17. Jahrhunderts als Tuchfabrikanten urkundlich erwähnt, so unter anderem Arnold Schmitz (1550–1615), der 1598 nach Monschau gezogen war, sowie Peter Schmitz, der Ältere (1636–1722, Verwandtschaftsverhältnis unklar), sein Sohn Arnold Schmitz (1675–1749) und schließlich dessen Söhne Peter, der Jüngere (1718–1794) und Matthias Schmitz (1722–1764). Die Urkunden geben keinen genauen Beleg darüber, wer welches Gebäude zu welchem Zeitpunkt erbaut hat, lediglich nachweisbar sind die Erwähnungen, dass es auf besagtem Areal im 18. Jahrhundert eine Feintuchfabrik „Peter Schmitz & Söhne“ gab. So entstanden ohne nähere Datumsangaben zunächst am Ufer der Rur mehrere Fachwerkhäuser mit einem rückseitig parallel zum Fluss vorbeilaufenden Wollspülkanal. Um 1765 wurden diese ersten Fachwerkhäuser durch weitere solcher Bauten zur Rathausstraße hin ergänzt und dienten für die Arbeitsgänge Wollvorbereitung, Wollwäsche, Färberei und Appretur. Im Jahr 1784 erfolgte der Ausbau des Wollspülkanals zu einem breiten festen Wassergraben, der zu dieser Zeit mit einer neuen geschieferten Trennmauer zum Bach hin verstärkt wurde und für die Installation eines Wasserrads dienen sollte.

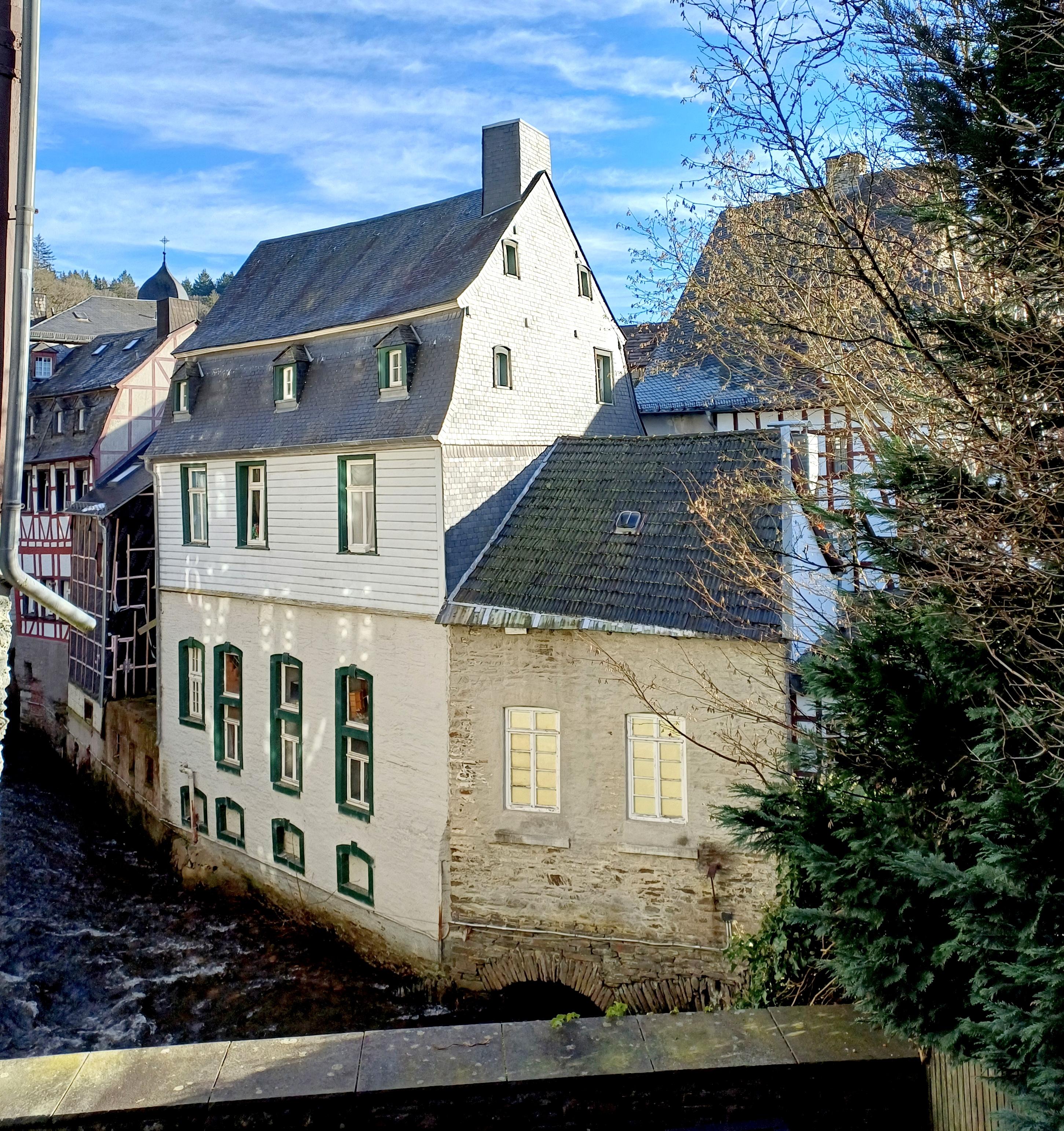
Scheiblerbau von 1804 (Rückseite)
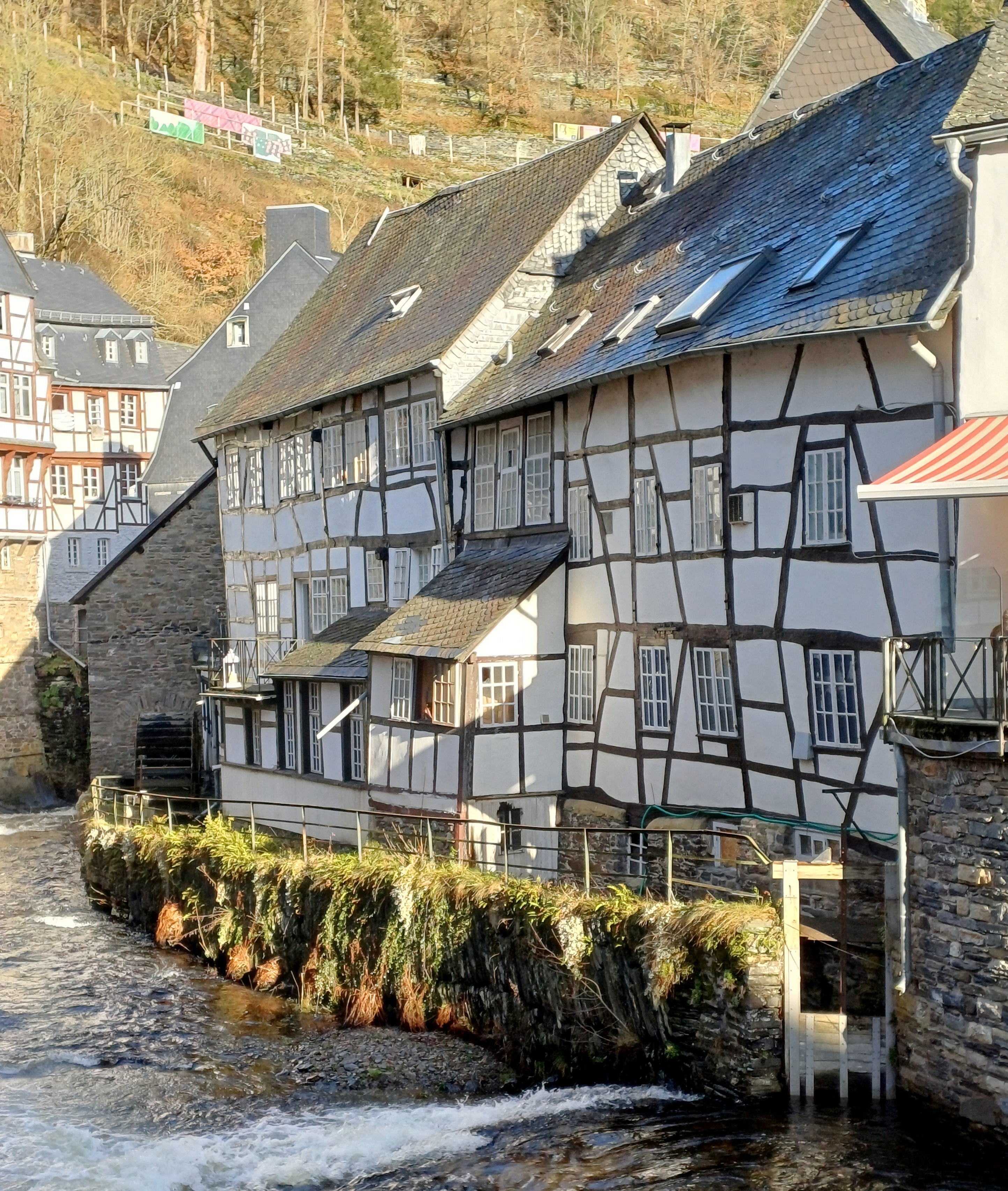
Rurseite des Schmitzenhofes (Fachwerkhäuser, rechts) mit Absperrschieber für den Mühlengraben mit Wasserrad am Ende

Um 1804 siedelten sich die Brüder Ernst (1769–1822) und Friedrich Jakob Scheibler (1774–1834) auf dem Schmitz’schen Areal an und ergänzten dieses um ein zur Rurseite hin und östlich der bestehenden Bauten gelegenes massives Steinhaus. Beide waren Enkel von Johann Heinrich Scheibler, dem Erbauer des Roten Hauses in Monschau mit dem Stammsitz der Tuchfabrik „Johann Heinrich Scheibler und Söhne“. Sie richteten im Neubau eine Spinnerei ein, die im damals üblichen Verlagssystem dem Familienbetrieb zuarbeiten sollte. Zusammen mit der dortigen Textilfabrik „Peter Schmitz & Söhne“ beantragten sie deshalb im Jahr 1810, ihren Betrieb als mechanische Spinnerei auf ihrem Gelände betreiben zu dürfen, die über ein Wasserrad versorgt werden sollte, sowie um die Genehmigung, zu diesem Zweck wenige Meter flussaufwärts ein Wehr – im Bereich des späteren Hotels Horchem, erbaut um 1849, errichten zu lassen, um auf diese Weise das Wasser in den Mühlenkanal einspeisen zu können. Der Antrag wurde 1811 genehmigt und 1812 baulich umgesetzt und ist heute noch auf der Rurseite des Hotels sichtbar. Dazu wurde zudem zwischen den Schmitz’schen Fachwerkhäusern und der Scheiblerschen Spinnerei ein flaches „Radhaus“ errichtet, in das das Wasserrad für den Antrieb der Rauhmaschinen eingebaut wurde. Weil Friedrich Jakob Scheibler in diesem Zeitraum aber gleichzeitig mit dem Bau des Tuchschererhauses in Monschau beschäftigt war, das als Betriebsstätte für seine Schererei „Scheibler, Ronstorff, Rahlenbeck & Co.“ dienen sollte, verzichtete er 1814 auf seine Rechte an der Spinnerei, sodass diese seitdem von seinem Bruder Ernst allein betrieben wurde.
Nachdem 1819 Peter Wilhelm Schmitz (1752–1819), Sohn des oben genannten Peter Schmitz dem Jüngeren und 1822 ebenso Ernst Scheibler verstorben waren, wurden beide Betriebe zunächst von den Erben noch für einige Jahre weitergeführt. Schließlich übernahm im Jahr 1832 der Tuchfabrikant Friedrich Wittichen zunächst das dortige Spinnereigebäude der Familie Scheibler und ließ 1841 das Wasserrad erneuern. Johann Heinrich Nickel (1796–1859), der mit der Familie Scheibler verwandt war, hatte zuvor 1839 den restlichen Fabrikkomplex erworben. Weil Nickel zudem ein Enkel oder Großneffe von Friedrich Wittichen war, erbte er schließlich auch die Spinnerei, womit der Gesamtkomplex fortan in einer Hand war, weswegen dieses Areal seitdem auch als „Nickelhof“ bezeichnet wurde. Noch bis 1888 produzierte die Firma Nickel Wolltuche und musste dann aus konjunkturellen Gründen als eine der letzten Tuchbetriebe Monschaus den Betrieb einstellen.
Nach einigen Jahren des Leerstandes erwarb im Jahr 1908 der Senffabrikant Clemens August Breuer das Gebäudeensemble und verlegte seine Senfmühle Monschau vom Holzmarkt in die nun größeren Produktionsstätten. Diese wurde dort von seinem Sohn Emil Bruno fortgeführt und zusätzlich um die Herstellung von alkoholfreien Getränken, Selters und Limonaden sowie Essig erweitert. Noch im gleichen Jahr tauschte er das in die Jahre gekommene hölzerne Wasserrad durch ein eisernes aus, das außerhalb des früheren „Radhauses“ heute noch am alten Wassergraben sichtbar ist.
Nach dem Umzug der Senfmühle im Jahr 1952 unter Clemens August Breuer, dem jüngeren, in die Laufenstraße 116–124, dem heutigen Standort der Senfmühle, wurden die Gebäude des vormaligen Schmitzenhofs/Nickelhofs grundlegend restauriert und saniert sowie zu kombinierten Wohn- und Geschäftshäusern umgebaut und unter Denkmalschutz gestellt.

## Baucharakteristik

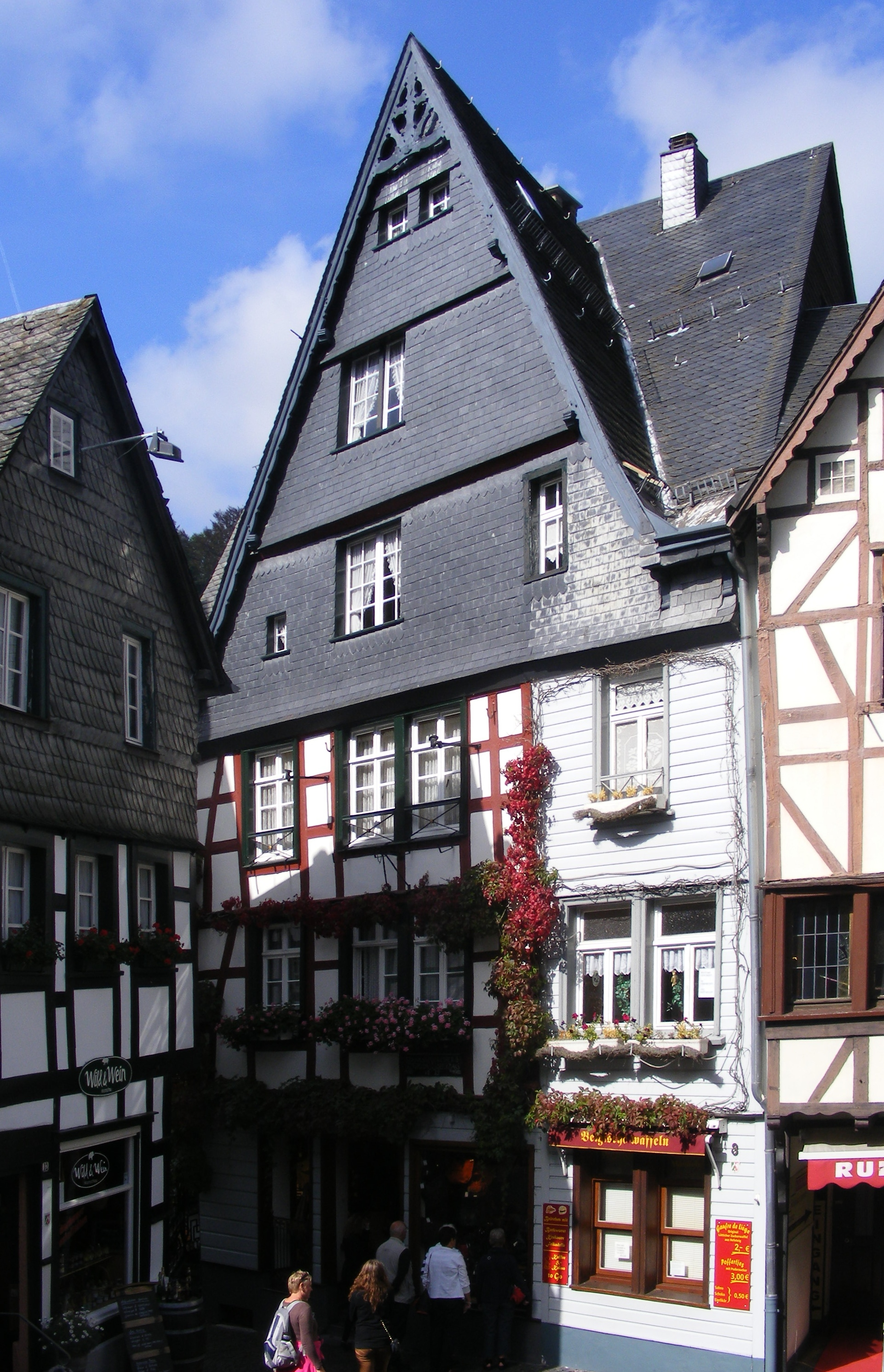
Doppelhaus Rurstraße 8–10
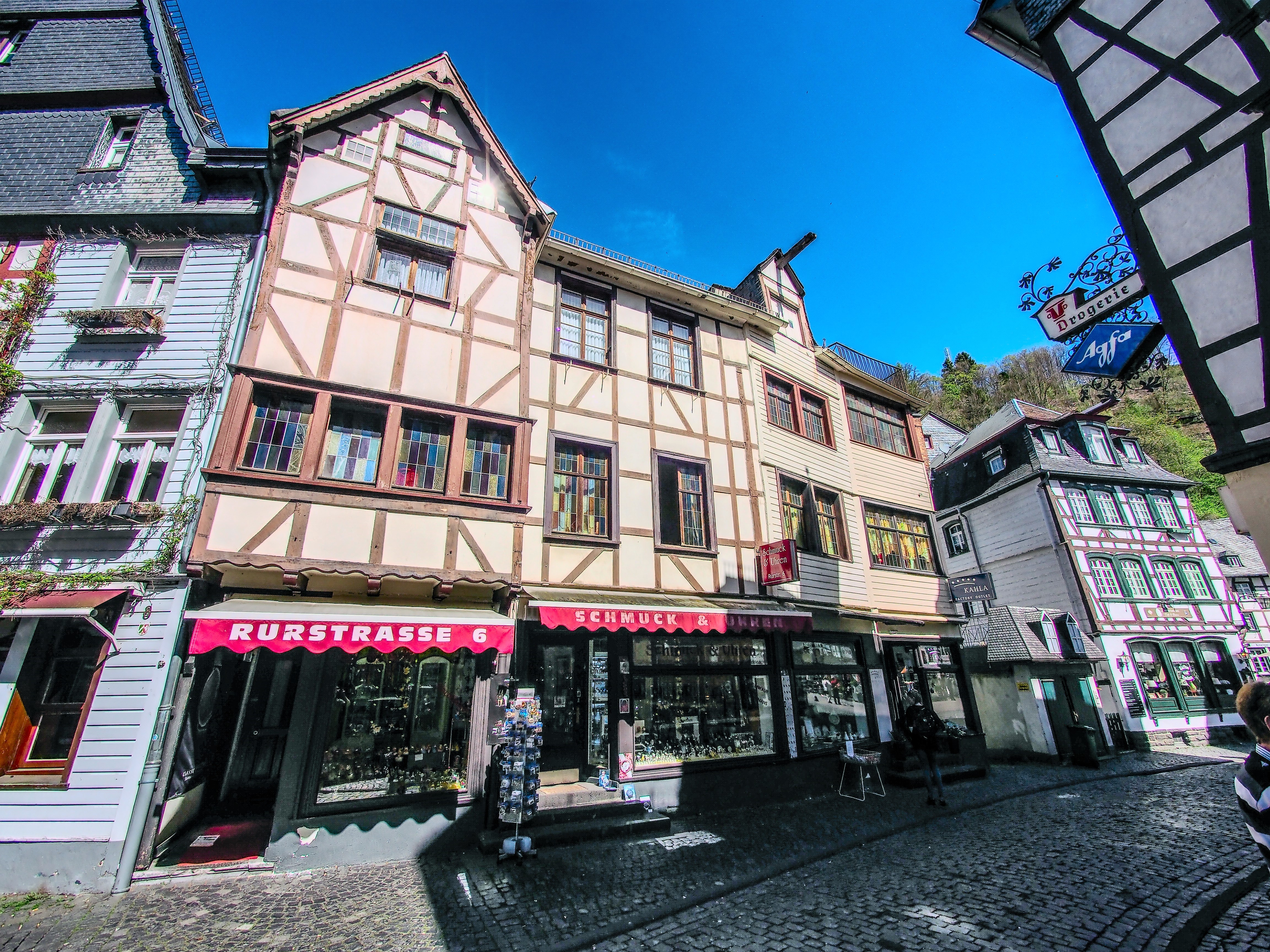
Giebelhäuser Rurstraße 4–6 (ockerfarben)

Zum Gebäudekomplex Schmitzenhof zählen mehrere unterschiedlich große meist dreigeschossige zwei- bis dreiachsige und mit Satteldächern bestückte Fachwerkhäuser aus dem 17. und 18. Jahrhundert, von denen drei (Haus-Nr. 2, 6a und Anbauten von Haus-Nr. 10 sowie das zwischengeschobene eingeschossige „Radhaus“ mit Flachdach) mit ihrer rückwärtigen Traufseite entlang des Rurverlaufes stehen, von diesem getrennt nur durch den vorbeiziehenden Mühlengraben mit dem heutigen eisernen Wasserrad. Vier weitere Fachwerkhäuser (Haus-Nr. 4, 6, 8 und 10) sind mit ihrer ein- bis zweiachsigen Giebelseite zur Rurstraße ausgerichtet, wobei Haus-Nr. 8 und 10 einen gemeinsamen Häuserblock darstellen und einen hohen dreigeschossigen Kreuzgiebel vorweisen. Diese Häuser scharen sich alle um einen hinteren Innenhof, dessen Zufahrt sich zwischen den Häusern Markt-Nr. 1 und Rurstraße Nr. 4 befindet.
Bei den Wohn- und Geschäftshäusern entlang der Rurstraße sind vor allem bei den Haus-Nummern 4 und 6 die in den Obergeschossen eingebauten und teilweise über die gesamte Fassadenbreite gehenden bunten Bleiglasfenster auffällig, die in früheren Zeiten viel Licht in die innenliegenden Werkräume durchlassen sollten. Im Erdgeschoss dieser Häuser befinden sich heute Ladenlokale.
In der Reihe der am Rurufer stehenden Häuser hebt sich Haus-Nr. 6a markant hervor, wobei es sich um das 1804 erbaute Spinnereigebäude der Familie Scheibler handelt. Dieses zeigt sich als zweigeschossiges Gebäude mit einem hohen Kellergeschoss und einem zweistufigen Mansard-Satteldach. Der Keller und das vierachsige Erdgeschoss sind in Bruchsteinmauerwerk errichtet und mit Stichbogenfenstern in Blausteinumrahmungen versehen. Das Obergeschoss ist dreiachsig und die Fassaden sind mit Holz verschalt. Das Mansarddach ist ebenfalls dreiachsig gegliedert und mit Dachgauben ausgestattet, deren mittlere zur Hofseite hin vergrößert ist und als Ladeluke diente.